# William Guarnere
William Guarnere dit Bill Guarnere (Philadelphie, 28 avril 1923 - 8 mars 2014 dans la même ville) est un militaire américain. Parachutiste de la 101e division aéroportée, il est membre de la célèbre Easy Company avec laquelle il combat en Normandie, aux Pays-Bas et en Belgique. Gravement blessé lors de la bataille des Ardennes, il ne termine pas la guerre avec son unité et retourne dans son État natal où il se consacre à des actions au profit des anciens combattants.

## Biographie

### Avant-guerre
Bill Guarnere naît le 28 avril 1923 à Philadelphie en Pennsylvanie au sein d'une famille d'origine italienne dont il est le plus jeune des dix enfants. En 1938, à l'instigation de sa mère qui déclare au gouvernement que son fils a 17 ans alors qu'il en a 15, il intègre le Citizens' Military Training Camp avec pour projet de devenir officier dans l'armée des États-Unis. Le programme étant annulé en raison de la guerre en Europe, Bill Guarnere entre brièvement à la South Philadelphia High School pour compléter ses études secondaires. Mais après l'attaque de Pearl Harbor il décide de s'investir dans l'effort de guerre et quitte l'école pour travailler chez Baldwin Locomotive Works où il fabrique des M4 Sherman au grand dam de sa mère dont aucun des enfants n'avait de diplôme d'études secondaires. Il travaille alors au quart la nuit puis reprend les cours pour finalement obtenir son diplôme en 1942. Du fait de son travail, il est exempté de service militaire mais décide malgré tout de s'engager dans l'armée le 31 août 1942.

### Seconde Guerre mondiale
Bill Guarnere est enrôlé dans les parachutistes et est affecté à la Easy Company du 506e régiment d'infanterie parachutée (506th PIR) appartenant à la 101e division aéroportée. Il effectue avec sa compagnie sa formation initiale au Camp Toccoa en Géorgie puis sa formation parachutiste à Fort Benning avant d'être envoyé en Angleterre avec la division en vue de l'opération Overlord. Durant ce séjour sur le sol britannique, Guarnere fait partie, avec Carwood Lipton, d'un groupe de sous-officiers écrivant une lettre au colonel Sink, commandant du régiment, afin de faire part de leur inquiétude vis-à-vis des carences au combat du commandant de la compagnie, le capitaine Sobel. Quelques heures avant d'embarquer dans les avions, Bill apprend par hasard la mort de son frère Henry, tué lors de la bataille de Monte Cassino. Cette nouvelle provoque en lui un fort ressentiment envers les Allemands qu'il manifeste pendant toute la guerre par une ardeur toute particulière au combat ce qu'il lui vaut le surnom de "Wild Bill". Parachuté au-dessus de la Normandie dans la nuit du 5 au 6 juin 1944 il rejoint, dans le désordre ambiant, le lieutenant Dick Winters et quelques autres soldats avec lesquels il participe à la sécurisation des alentours de Sainte-Marie-du-Mont et monte une embuscade contre une patrouille allemande. Alors que Winters donne l'ordre d'attendre pour tirer, Guarnere ouvre immédiatement le feu et élimine la majeure partie de l'unité allemande. Plus tard dans la matinée, sous les ordres de Dick Winters, il participe à l'assaut contre le manoir de Brécourt. Sa bravoure et son efficacité lors de cette attaque lui valent d'être décoré de la Silver Star.
Participant en septembre et octobre 1944 à l'opération Market Garden, il est blessé au combat. Alors qu'il effectue des allers et retours en moto pour contrôler différentes positions occupées par les hommes qu'il commandait, un tireur embusqué le touche à la jambe. Guarnere tombe du véhicule et se fracture le tibia droit. Il est envoyé en Angleterre le 17 octobre pour y être soigné mais ne supportant pas la convalescence et ne voulant pas être assigné à une autre unité, il tente de s'échapper de l'hôpital pour rejoindre la Easy Company. Rattrapé par un officier, il est traduit en cour martiale et rétrogradé en soldat de 2e classe mais clame qu'il n'hésitera pas à déserter pour rejoindre sa compagnie,. L'hôpital le garde donc une semaine de plus avant de le renvoyer au 506th PIR. Il retrouve ses camarades de la Easy le 10 décembre à Mourmelon où l'unité est en repos. Les documents de la cour martiale n'étant pas parvenus jusqu'en France, Guarnere est réintégré au même poste et au même grade qu'avant sa blessure. Le 16 décembre, la 101e division est envoyée en Belgique où les Allemands ont lancé une contre-offensive. Engagé dans la bataille des Ardennes, il est encerclé avec son régiment dans le secteur de Bastogne et subit la rigueur de l'hiver et les incessants tirs d'artillerie ennemie. Au cours d'un de ces bombardements, son ami Joe Toye est sérieusement blessé à la jambe. Alors que Bill Guarnere est en train de le traîner vers une position plus sûre un autre obus éclate, le touchant à son tour. Il perd sa jambe droite ce qui met fin définitivement à sa participation à la guerre.

### Après-guerre
De retour aux États-Unis en mars 1945, Bill Guarnere vit de petits travaux avant d'obtenir une pension complète d'invalidité et de prendre sa retraite. Il devient alors membre de nombreuses associations d'anciens combattants et participe régulièrement à des réunions d'anciens de la Easy Company. Le 8 mars 2014, Bill Guarnere meurt à 90 ans au Jefferson University Hospital de Philadelphie. Le gouverneur de Pennsylvanie, Tom Corbett, fait mettre en berne les drapeaux des bâtiments officiels en son honneur.

## Décorations
|                         |                                                     |                         |
|                         | Bronze oak leaf cluster                             | Bronze oak leaf cluster |
|                         | Arrowhead · Bronze star · Bronze star · Bronze star |                         |
|                         |                                                     |                         |
|                         |                                                     |                         |
| Bronze oak leaf cluster |                                                     |                         |

| Combat Infantryman Badge                             |                                      |                                                                                                |                                                                                                |                                        |                                        |
| Silver Star                                          | Silver Star                          | Bronze Star Avec une feuille de chêne                                                          | Bronze Star Avec une feuille de chêne                                                          | Purple Heart Avec une feuille de chêne | Purple Heart Avec une feuille de chêne |
| Good Conduct Medal                                   | Good Conduct Medal                   | European-African-Middle Eastern Campaign Medal Avec une pointe de flèche et trois Service star | European-African-Middle Eastern Campaign Medal Avec une pointe de flèche et trois Service star | World War II Victory Medal             | World War II Victory Medal             |
| Croix de guerre 1939-1945 Avec palme                 | Croix de guerre 1939-1945 Avec palme | Croix de guerre 1939-1945 Avec palme                                                           | Médaille de la France libérée                                                                  | Médaille de la France libérée          | Médaille de la France libérée          |
| Parachutist Badge Avec deux étoiles                  |                                      |                                                                                                |                                                                                                |                                        |                                        |
| Presidential Unit Citation Avec une feuille de chêne |                                      |                                                                                                |                                                                                                |                                        |                                        |

## Hommages
- Bill Guarnere est largement représenté dans la série Band of Brothers où il est interprété par Frank John Hughes.
- Une statue de Bill Guarnere a été installée devant le Delaware County Veterans Memorial de Newtown où sont soignés des soldats blessés[6]. La sculpture a été financée par le Wild Bill Memorial Fund, fondation créée par la petite-fille de Bill Guarnere pour venir en aide aux anciens combattants.

## Publications
- (en) Brothers in battle : Best of friends, Berkley Hardcover, 2007, 296 p. (ISBN 978-0-425-21728-3).